# 山口慎
山口 慎（やまぐち しずか、1846年10月19日〈弘化3年8月29日〉 - 1913年〈大正2年〉4月28日）は、元上田藩士で明治時代の実業家。 国産最初期の桜田ビールの製造を始め、銀座で西洋酒問屋「清水谷商会」を営む。高橋是清の長年の友で、1889年、日本初の大型海外投資となるペルー銀山開拓事業に同行した。

## 生涯

### 旧藩主のアメリカ留学に随行
1846年〈弘化3年〉8月29日（旧暦）、信濃国上田城下（現・長野県上田市）に上田藩士・山口平太郎毅（つよし、幕末に家老、後に権大参事職）の次男として生まれる。1868年、藩命により幕府の学問所である神田湯島の昌平黌で学ぶ。1872年〈明治5年〉26才の時、上田藩最後の藩主・松平忠礼（ただなり）と弟の松平忠厚（ただあつ）のアメリカ留学に随行し、ニュージャージー州ラトガース大学グラマースクールで学ぶ。1875年〈明治8年〉に帰国。

### 高橋是清との出会いと清水谷商会
留学から帰国後、東京英語学校の教員として働く。その時に同僚として高橋是清と知り合う。是清は慎より8才年下だが、互いに酒好きで、渡米で苦労したこともあり意気投合する。慎に唐津藩の家老・友常典膳の娘を紹介し仲人をした。慎はそれ以前に、東京赤坂で共同経営者として「桜田麦酒会社」に参加し国産ビールの製造を始める。1877年〈明治10年〉、京橋区尾張町に西洋酒問屋・桜田麦酒売捌元「清水谷商会」を開店する。また輸入タバコを扱う「山口屋」も銀座4丁目に構え、繁盛する。

### ペルー銀山事件
1889年〈明治22年〉、山口慎は旧知の大倉喜八郎の依頼で、札幌麦酒工場へ3年ほどドイツ人技師の監督として赴く予定であったが、直前に高橋是清のペルー行きを知り、これに同行することを自ら望んで参加した。この事業は国家発展のためにと、政財界の要職にある20名ほどが株主となり設立された日秘鉱業会社によるペルー銀山投資である。是清は農商務省の先輩である前田正名に請われ、出資者および代表として農商務省特許局を非職となっていくものだった。11月に先発した是清に続き、慎は庶務課長として17名の抗夫を統率し12月3日横浜から出帆する。ペルーまでは船を乗り継ぎ2ヵ月近くかかった。目的のカラワクラ銀山は、標高5,500ｍ近くのアンデス山中にあり、みな酷い高山病と寒さに苦しむ。翌年2月風雪の中、慎と是清がアンデスの尾根道を馬で進んだ際には谷底へ向かって転落し、九死に一生を得る経験もした。しかし3月26日、この銀山は掘りつくされた廃坑だと判明する。事前調査をした田島晴雄技師の杜撰さと日本からの出資が欲しいペルー側の思惑によりまんまと騙されたのであった。
ここからが新たな試練となる。廃坑と判明した以上は日本側の損害を最小限にするための方策を考えねばならない。高橋是清はペルー側に、「当銀山の鉱石が低品位である以上、設備投資を増額して大規模にすれば事業の可能性あり」として一時日本へ資金集めに帰国すると告げ、その実は今までの投資分を放棄して損切りすると決断した。ペルー側に対しては、日本での資金集めに失敗したときにはこの計画はご破算となるが、日本の投資分をすべて放棄するという条件をのませた。事業継続のポーズを維持するためには抗夫たちを鉱山に残さねばならない。この難しい状況で後を託された慎は経費を倹約しながら、荒れる抗夫や技師たちをよく統制し、是清より３か月遅れてペルーより帰国した。ところが、日秘鉱業会社はすでに解散していたのである。会社は抗夫たちへ賃金も払わず、高橋是清と山口慎にすべてを押し付けた。二人は自分の金を抗夫に配り慰撫し、互いに我慢の解散をした。田島技師は詐欺罪で訴追され、３年半の懲役刑の判決が下った。このペルー銀山開発事業の失敗は大きなバッシングを受け、世間では「ペルーで一山当てようとして騙された事件」と見られ、慎の家族でさえ、そのような理解であった。

### 『白露日記』
ペルー銀山事件は国の恥辱とみなされ、その後関係者は口を閉ざしたが、山口慎は明治23年9月の帰国後すぐ自らの秘露（ぺるー）日記を清書し、この顛末を 『白露日記』 と題して残した。出発前の明治22年11月から始まるこの端正な墨蹟の日記から当時の船旅や鉱山の現場状況がよくわかる。30余りの短歌と12編の漢詩も詠みこんでおり、率直な心境と矜持を示している。号は孤雲。
日記の冒頭、自らの家業は順調であるが、日本の状況を思えば海外に出て行くべきであり国威発揚の端緒になればとの思いを記し、 「世の中よ ためしぞ事の始めなれ 成るも成らぬも亦くにのため」 と詠んだ。銀山が廃坑であると判明し、被害を最小限に撤退するための作戦として先に日本へ帰国するという是清をカヤオ港で見送ったときの漢詩は特に痛切で、後に自ら掛軸にして残した。帰国して日秘鉱業会社の解散を知り、「堂々タル日本ノ紳士紳商トイワルル人ノ不徳無情ナルニ慨歎セリ」 と記した。何事にも正直で前向きな武士道精神の持ち主であった慎だが、日記の最後には 「朝日影さす甲斐もなく消へうせて うらみを残す白露の国」 と、不在中に自らの家業が倒産したこともあり憤りを込めている。
『白露日記』の原本は次男・固が保管、その死後1957年中央公論10月号に村上兵衛が「海外雄飛の夢を弔う　― 明治中期の海外事業における資本家と労働者の人間的スケッチ」として紹介した。1962年には五男・三村起一の 『身辺二話』 にも収められた。その後長らく顧みられることはなかったが、2014年になり、三井金属鉱業株式会社ペルー支社長を務めた五味篤が 『銀嶺のアンデス　高橋是清のペルー銀山投資の足跡』 をスペイン語と日本語の併記で出版した。この大著は膨大な資料を掘り起こし綿密な調査によってこの開発計画の全貌を明らかにしたもので、この出版により 『白露日記』 は日の目を見たと言える。

### ペルー銀山事件以後
慎の不在中、清水谷商会は使用人の使い込みや放漫経営により不渡りを出しており、打つ手もなく倒産、慎はすべてを失った。失意の中、ペルーでの経理報告、田島を告訴するために必要な証拠書類準備などの残務処理を済ませ、ペルーで世話になった人々へ礼状を書き送った。そして心機一転、明治23年10月に北海道へ渡った。札幌でアメリカからの農機具の輸入販売店を手掛け、順調に見えたが火事で全焼。神戸の義弟・友常穀三郎を頼ってサミュエル商会の販売係をするも自らの志士気質に合わないと辞める。明治28年には当時日本銀行馬関支店長であった是清を訪ね借金し、神戸の兵庫松屋町で鰻屋「東京庵」を始めるが失敗する。そして神戸桟橋会社の支配人を務めた後に、是清の推薦により安田善次郎の深川製釘所、北海道製麻会社を経て安田傘下の根室銀行の支店長に抜擢される。
しかし1912年〈明治45年〉、旧藩主・松平家から財政困難に陥った家政整理を懇願され、情誼上断れぬと銀行を辞職、東京の松平子爵邸に移る。留学に随行した松平忠厚の不帰国の件に対する責任感も慎の中に生涯残っていたであろう。自身の蓄えもつぎ込んで立て直しにあたったが、まもなく病いに倒れ、1913年（大正2年）4月28日、胃潰瘍及び十二指腸癌で没した。満67歳。葬儀委員長は大蔵大臣・高橋是清であった。是清は晩年に上塚司に口述した自伝に、「今日でも、アア山口がいたらばと折にふれて思い浮かぶ。立派な人間はなかなか世に少ないものだ。」と残している。

## エピソード

### 松平忠礼・忠厚兄弟のアメリカ留学に随行の顛末
第6代上田藩主で幕末期に老中を務めた松平忠固（ただかた）亡き後、息子・忠礼（ただなり　1850年〈嘉永3年〉－1895年〈明治28年〉）は第7代、最後の藩主となる。明治4年、山口平太郎玄山は翌年に留学を控えた忠礼の御修行御供を命じられたが、病気のため退職隠居し、息子の慎に業務を継がせる。26才の慎は兄弟と年齢も近く、文武両道であったので用心棒の意味合いもあったであろう。洋行に備え牛乳や牛肉に慣れる練習もして、1872年〈明治5年〉、慎は忠礼と弟の忠厚（ただあつ、1851年〈嘉永4年〉－1888年〈明治21年〉）のアメリカ留学に随行し、ともにニュージャージー州ラトガース大学グラマースクールで学ぶ。

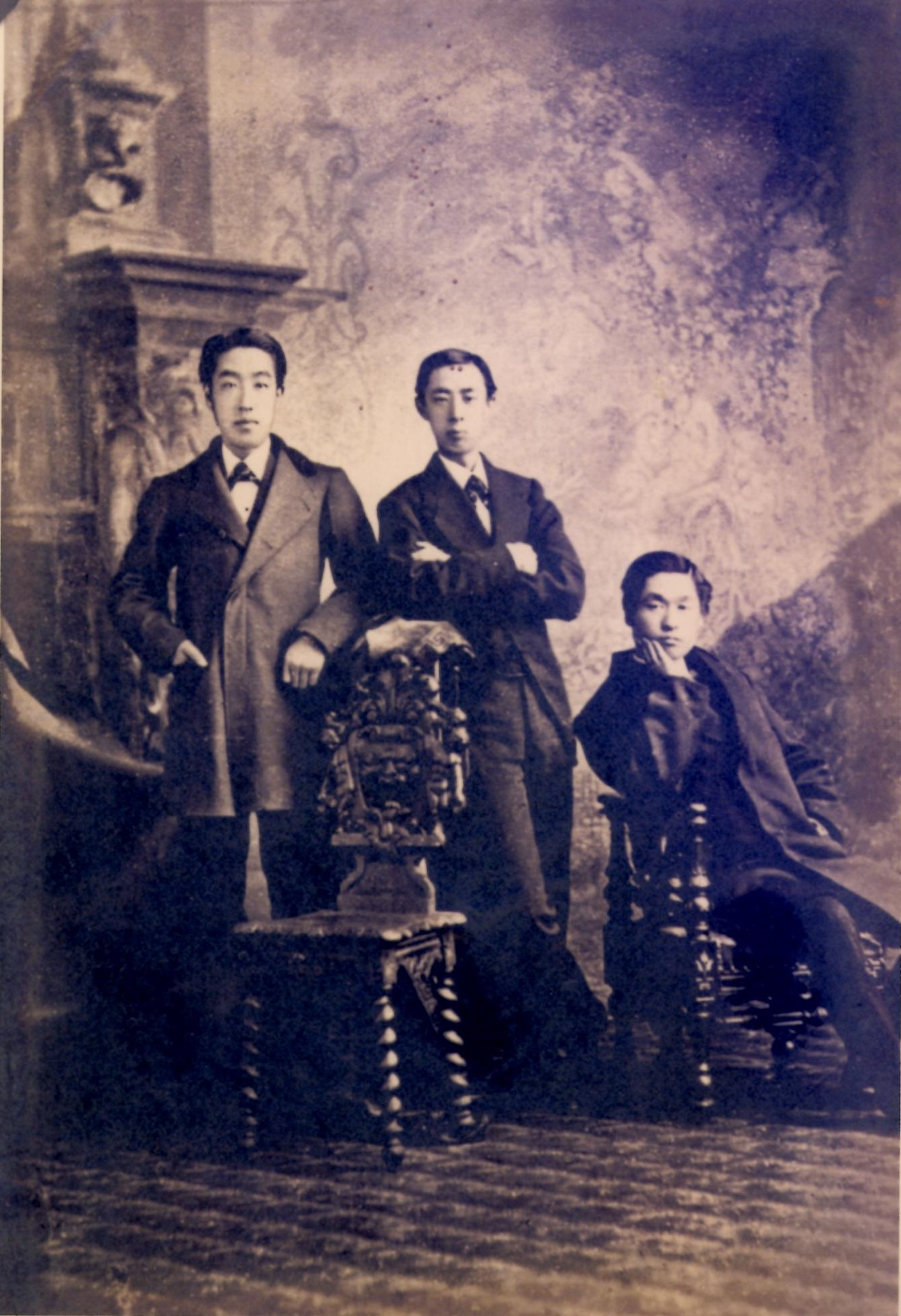
左から松平忠厚、松平忠礼、山口慎、明治6年ニューヨークにて

1875年、慎は父の死去によって松平兄弟より早く帰国した。ラトガース大学に進んだ忠礼は1879年、全課程を終えて帰国するが、忠厚はその直前に姿をくらまし、交際中のカリー・サンプソンと結婚してしまう。忠厚は旗本の塩崎松平家を継いでおり、すでに妻がいた。松平家は激怒し、山口慎は間に入り忠厚と何度も書簡をやり取りするが、養家からは離縁、忠礼は送金を断ち、決して復籍を許さなかった。その折の書簡は上田市立博物館に残っている。
アメリカに留まった忠厚は土木技師として働き、その後ニューヨークのブルックリン橋の建設工事やユニオンパシフィック鉄道の主任技師として活躍、測量機器の発明もして各地の新聞にたびたび取り上げられた。コロラド州デンバーで肺結核のため36才で死去。次男のキンジロウ（欽次郎）はメリーランド州エドモンストンで日系人として初の市長になった。

### 高橋是清による仲人
1871年〈明治4年〉、高橋是清は唐津藩家老・友常典膳の依頼により、唐津に開校した洋学校・耐恒寮に英語教師として赴任した。ここは1年ほどで唐津騒動のため廃校となってしまうが、是清は当時の女生徒3名の一人で友常典膳の娘である泰（たい）を慎に紹介し1877年〈明治10年〉に仲人をした。是清はその直前に最初の妻・りゅうと結婚している。

### 清水谷商会の繁盛
銀座は1872年〈明治5年〉の大火を契機に、煉瓦造りによる商店街(銀座煉瓦街)が作られた。西洋酒問屋「清水谷商会」は1877年〈明治10年〉、京橋区尾張町1丁目に開店、桜田ビールのほかワインやウィスキーを輸入販売した。問屋という名称は江戸時代と同様、当時もステイタス・シンボルであった。清水谷商会は洋酒の立ち飲みもさせる店であり、当時の銀座の賑わいの一端を担う繁盛店となった。

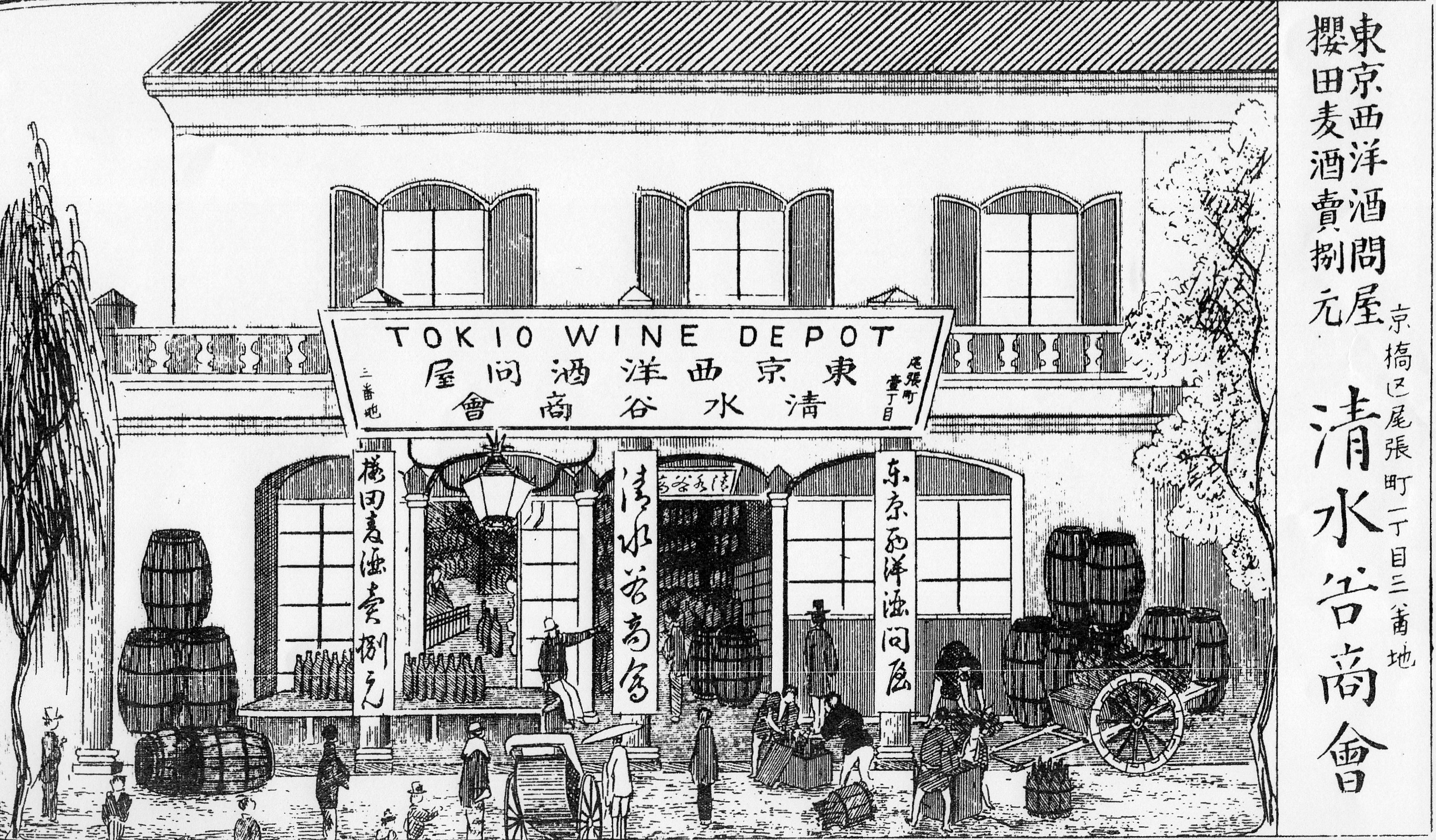
銅版画 清水谷商会

明治18年発行の 『東京商工博覧絵』 は当時の銀座界隈の商店・事業所を一店ずつ銅版画で紹介しており、「清水谷商会」 とともに、慎の妻の弟・友常穀三郎が開店した尾張町新地の 「友常組商会」 も載っている。　また、銀座4丁目に「山口屋」 という輸入タバコ店も構え、桜田ビール、清水谷商会とともに外国人居留者に向け英字新聞広告を出している。
慎がペルーへ向かいサンフランシスコに寄港したとき、カリフォルニアでワイナリーを営んでいた長澤鼎（かなえ）が訪れ、ワインの販路についての交渉をした。が、清水谷商会の倒産により話は絶えてしまう。長澤は薩摩藩の第一次英国留学生の一人で、後にカリフォルニアのワイン王と呼ばれるようになった。
江戸東京博物館（2022年現在改修工事のため長期休館中）には 「文明開化　東京銀座煉瓦街」 というジオラマ展示があり、改修以前には上記銅版画などをモデルに作成された清水谷商会と友常組商会が常設展示されていた。

## 親族
- 父：山口平太郎毅（つよし、字は子遠、号は玄山、1818年〈文政元年〉- 1873年〈明治6年〉8月3日）、先祖代々上田藩士で本姓は橘氏。松平忠厚が継いだ塩崎松平家の知行所代官の経験もあり、幕末には家老、明治になってから権大参事職。明治４年には翌年に留学を控えた藩主・忠礼の御修行御供を命じられたが、病気のため隠居し、東京の旧藩邸で死去。享年56。青山立山墓地に葬られた。
- 妻：泰（たい、1858年〈安政5年〉‐1940年〈昭和15年〉）唐津藩家老・友常典膳の娘。唐津藩の洋学校・耐恒寮の女子一期生。1877年に結婚し6男5女をもうける。相当な着物道楽、歌舞伎好きで、慎のペルー行きで不在中、清水谷商会の経営を危うくした一因とも伝えられる。弟・友常穀三郎は実業家で、神戸貿易商会等を経営、のち衆議院議員を3期務める。
- 長男：固（かたし、1879年〈明治12年〉－1941年〈昭和16年〉）横浜正金銀行(のちの東京銀行）勤務。明治32年頃より10数年間のアメリカ勤務時代には高橋是清の英米出張の際に随行することもあった。大正8年より7年間シドニー支店副支配人。帰国後、昭和14年まで頭取席秘書課勤務。
- 五男：三村起一（1887年〈明治20年〉－1972年〈昭和47年〉）　生後すぐ慎の妹・由の嫁ぎ先で同じく旧上田藩士三村家の養子となる。住友鉱業（現住友金属鉱山）株式会社初代社長、石油資源開発初代社長、石油開発公団初代総裁を歴任。工場安全運動を推進。
- 六男：弘道　(1895年〈明治28年〉－1978年〈昭和53年〉）　農林省勤務。著書『雪と生活』。